# Wendigo
O wendigo ([ˈwɛndɪɡoʊ]) ou winddsgvigo (também wetiko) é, no folclore algonquiano, uma criatura devoradora de seres humanos ou espírito maligno nativo das florestas do norte da costa atlântica e da Região dos Grandes Lagos dos Estados Unidos e Canadá. O wendigo pode aparecer como um monstro com algumas características de um ser humano ou como um espírito que possuiu um ser humano e os tornou monstruosos. Historicamente, está associado ao assassinato, à ganância insaciável e aos tabus culturais contra esses comportamentos.
A criatura empresta seu nome ao controverso termo médico moderno Wendigo psychosis, descrito pelos psiquiatras como uma síndrome cultural com sintomas como um intenso desejo por carne humana e medo de se tornar um canibal. Em algumas comunidades indígenas, a destruição como uma manifestação da psicose de Wendigo.

## Etimologia
Ortografia alternativa: Wiindigoo (a fonte da palavra em inglês, do idioma Ojibwe), Wendigo, Weendigo, Windego, Wiindgoo, Windgo, Weendigo, Wiindigoo, Windago, Windiga, Wendego, Windagoo, Widjigo, Wiijigoo, Wijigo, Weejigo , Wìdjigò (na língua algonquina), Wintigo, Wentigo, Wehndigo, Wentiko, Windgoe, Wintsigo e wīhtikōw (na língua Cree); o termo proto-algonquiano era * wi·nteko·wa, o que provavelmente significava "coruja" em seu idioma original. Windigoag é uma forma plural (também conhecida como Windegoag, Wiindigooag ou Windikouk). 